# ㅁ
是朝鮮語諺文的一个辅音字母，稱為，在韓國及朝鮮的字母表上的排序分別為第七及第五。
ㅁ读作双唇鼻音/m/。作初声时，若前一音节韵尾是ㄱ、ㄷ、ㅂ，会被鼻音化。
ㅁ在馬-賴轉寫和文观部式中均转写为m。
ㅁ在朝鲜语盲文中，作初声时为，作终声时为。其EUC-KR编码为A4B1，摩尔斯电码为“--”。

## 字符编码
| 種類                | 種類         | 用途 | Unicode | HTML     |
| ------------------- | ------------ | ---- | ------- | -------- |
| 諺文相容字母        | 諺文相容字母 | ㅁ   | U+3141  | &#12609; |
| 諺文字母 應用       | 初聲         |      | U+1106  | &#4358;  |
| 諺文字母 應用       | 終聲         |      | U+11B7  | &#4535;  |
| 漢陽私人 使用區應用 | 初聲         |      | U+F7A8  | &#63400; |
| 漢陽私人 使用區應用 | 終聲         |      | U+F8AA  | &#63658; |
| 半形字母            | 半形字母     | ﾱ    | U+FFB1  | &#65457; |